# カンイン
カンイン（1985年1月17日
  - ）は、韓国の歌手、俳優、タレントであり、男性アイドルグループSUPER JUNIORの元メンバーである。本名、キム・ヨンウン。
韓国ソウル特別市出身。SMエンタテインメント所属。身長180cm、体重75kg、血液型はO型。

## 来歴
- 2002年、SMベスト・チャン（最高）選抜大会で、容姿チャン（最高）1位に選ばれる。
- 2005年11月、Super Junior 05（現SUPER JUNIOR）のメンバーとしてデビュー。
- 2007年4月から2009年4月まで、FM ラジオ局 MBC FM4U で『친한친구（親しい友だち）』の司会を担当。2008年4月からの1年間はアイドル・グループ少女時代のメンバー、テヨンと一緒に番組を進行。
- 2008年、映画『純情漫画』に出演し、本格的に俳優業にも挑戦した。[3]。
- 2010年7月、忠南（チュンナム）論山（ノンサン）陸軍訓練所に現役兵として入隊[4]。
- 2012年4月16日、除隊　6集アルバム「Sexy, Free & Single」より合流。
- 2019年7月11日、SUPER JUNIORを脱退する意志を表明した[5]。

## 人物
- 学歴
  - 祥明大学校 天安キャンパス 映像学科 (中退)
  - 慶熙サイバー大学校 文化経営芸術学科 学士

## 不祥事
2009年9月16日未明、江南区論硯洞の飲食店内にて知人と食事中に暴力事件に関与したとの事で立件予定であることをソウル江南警察署が発表。その後所属事務所側が暴力を振るった事を認めるコメントを発表した。この事件を理由にSUPER JUNIORの活動参加を休止する事となった。

## ディスコグラフィ

### SUPER JUNIOR
SUPER JUNIORの作品を参照。

### SUPER JUNIOR-T
SUPER JUNIOR-Tの作品を参照。

### SUPER JUNIOR-Happy
SUPER JUNIOR-Happyの作品を参照。

### その他
- 2008年10月15日「ミュージカル XANADU(ザナドゥ)」O.S.T－『Suddenly』

## 出演作品

### バラエティ
- SBS『A Man and A Woman』（2002年）
- Mnet 『M! Countdown』 MC (2005年)
- MBC 『ショー!K-POPの中心』MC(2007年)
- Mnet 『Band of Brothers》(2008)
- MBC 『私たち結婚しました』(2008)
- MBC 『スターダイビングショー スプラッシュ』(2013年)
- MBC MUSIC 『SHOW CHAMPION』MC (2014)
- MBC every1 『我が家に芸能人がやってきた！Season2』(2014)
- SBS 『ジャングルの法則』(2014)
- KBS 『A Song For You』(2014) MC
- MBC 『旧正月特番 アイドル陸上大会』(2015年)
- MBC 『僕らの日曜の夜－リアル入隊プロジェクト本物の男』(2015年)

### ドラマ
- MBC『ロマンス・ゼロ』（2009年）ナ･ホテ役

### 映画
- 『花美男（イケメン）連続ボム事件』（2007年）柔道部主将役
- 『純情漫画』（2008年）公益勤務要員カンスク役[3]
- 『ネコのお葬式』（2015年）ドンフン役（主役）

### ラジオ
- 衛星DMB 『カンインの天方地軸』（2006年3月3日 - 2007年6月2日）
- MBC FM4U Radio 『カンイン、チョ・ジョンリンの親しい友達』（2007年4月30日 - 2009年4月15日）

### その他
- 東方神起のショーケース司会。(2005年9月)